# 수미트라
수미트라는 코살라 이크슈바쿠 왕조의 마지막 통치자였다. 기원전 362년 또는 345년에 그는 마가다 난다 왕조의 마하파드마 난다 황제에게 패배했다. 그러나 그는 죽지 않았고 오늘날의 비하르주에 위치한 로타스로 도망쳤다.